# بوب إيستوود
بوب إيستوود (بالإنجليزية: Bob Eastwood)‏ هو لاعب غولف أمريكي، ولد في 9 فبراير 1946 في بروفيدنس في الولايات المتحدة.

## وصلات خارجية
- بوب إيستوود على موقع رابطة لاعبي الغولف المحترفين (الإنجليزية)
- بوب إيستوود على موقع التصنيف العالمي الرسمي للغولف (الإنجليزية)